# グナエウス・フルウィウス・ケントゥマルス
グナエウス・フルウィウス・ケントゥマルス（Gnaeus Fulvius Centumalus）は共和政ローマのプレブス（平民）出身の政治家・軍人。紀元前229年に執政官（コンスル）を務め、イリュリアの「女王」テウタに勝利した。

## 経歴
カピトリヌスのファスティによれば、ケントゥマルスの父も祖父もプラエノーメン（第一名、個人名）はグナエウスである。歴史学者のフリードリヒ・ミュンツァー（en、1868 – 1942）によれば、ケントゥマルスは紀元前298年の執政官グナエウス・フルウィウス・マクシムス・ケントゥマルスの子ではなく、おそらく孫である。
ケントゥマルスの経歴に関して知られているのは、執政官時代のもののみである。紀元前229年に、パトリキ（貴族）出身のルキウス・ポストゥミウス・アルビヌスと共に執政官に就任した。この頃、イリュリアの支配者であるテウタはイリュリアの沿岸に入植していたギリシア人の植民都市を制圧し、さらに海賊行為を行って、ローマの商船の通行を妨害、積荷を略奪した。元老院は2名の大使を送り、海賊行為による被害による補償及び海賊行為を止めるよう要求したが、テウタはこれを拒否した。このためローマはイリュリアへ宣戦を布告した（第一次イリュリア戦争）。
ケントゥマルスは200隻の軍船と共にテウタが支配するコルキラ（現在のケルキラ）へ向かったが、イリュリア側の司令官であったデミトリウス（en）は抵抗すること無くローマへ降伏した。ローマはコルキラを保護下におくと、デミトリウスと共にアポロニアに向かったが、そこでは同僚執政官のアルビヌスが20,000の歩兵と2,000の騎兵と共に、ブリンディジウム（現在のブリンディジ）から渡海していた。両執政官はアポロニアで合流、エピダムノス（現在のドゥラス）を攻略し、イリュリア領土へと侵攻した。ローマ軍はほとんどのイリュリア都市を服属させ、イッサ島（現在のヴィス島）へ迫った。テウサは強固に防御されたリゾン（現在のリサン）に篭城したが、翌年に降伏した。この包囲戦はアルビヌスが担当し、ケントゥマルスはその前に軍船の多くを率いてローマに戻り、紀元前228年の6月21日に海戦での勝利を記念した凱旋式を実施している。
ケントゥマルスのその後に関しては不明である。

## 参考資料

### 古代の記録
- ポリュビオス『歴史』
- フロルス、"Epitome de T. Livio Bellorum omnium annorum DCC Libri duo"
- カッシウス・ディオ『ローマ史』
- アッピアノス『ローマ史』
- オロシウス『異教徒に反駁する歴史』
- カピトリヌスのファスティ

### 研究書
- Friedrich Münzer : Fulvius 42). In: Pauly's Realencyclopadie der classischen Antientwissenschaften (RE). Volume VII, 1, Stuttgart 1910, Sp. 235.